# Helmuth Plessner
Helmuth Plessner (Wiesbaden, 1892. szeptember 4. – Göttingen, 1985. június 12.) német filozófus és szociológus. A filozófiai antropológia egyik fő képviselője.

## Életpályája

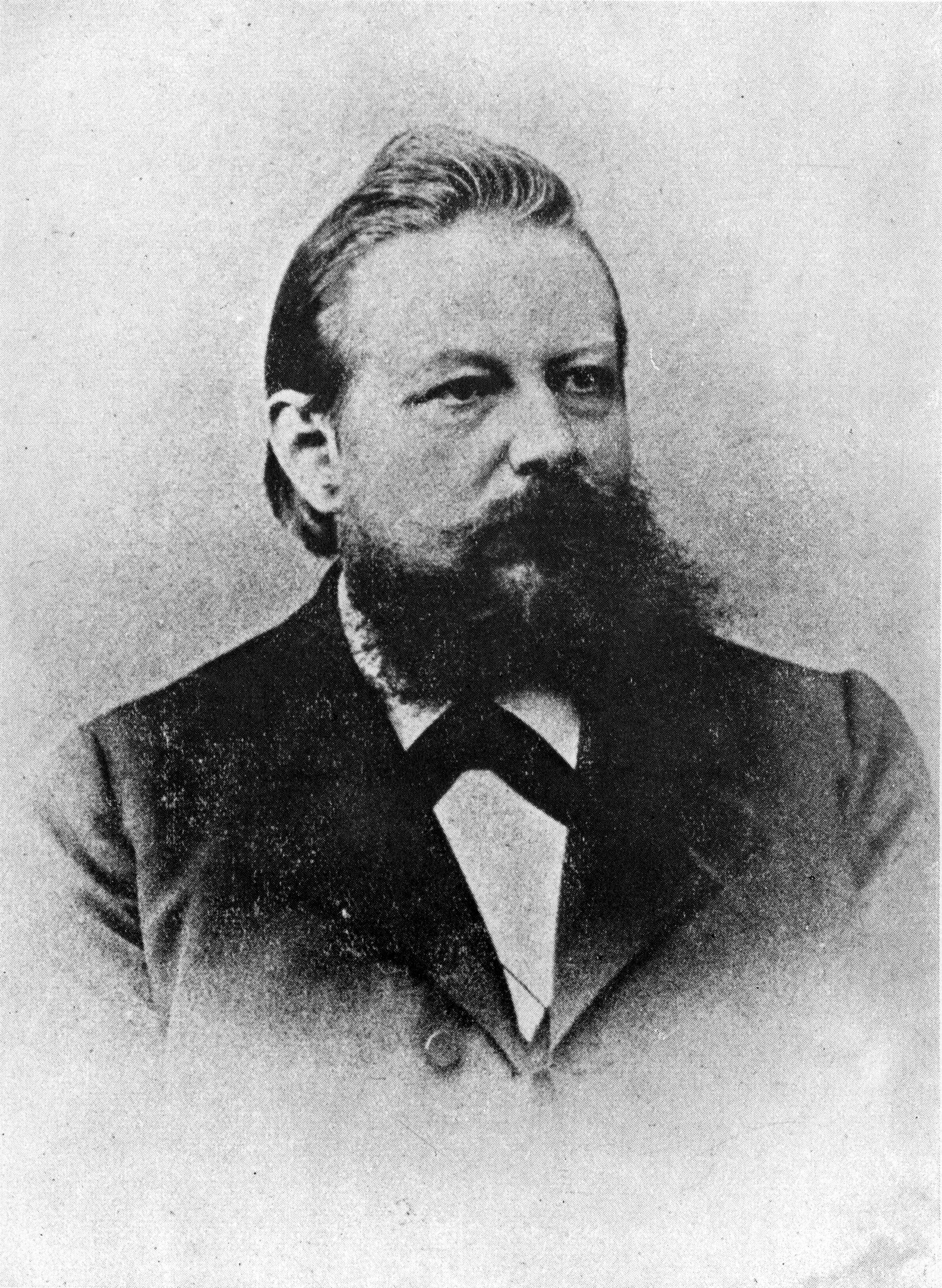
Wilhelm Windelband

Max Scheler

1910-ben elkezdett többek között a biológus és természetfilozófus Hans Drieschnél, orvostudományt és zoológiát tanulni. Később filozófiát is tanult Freiburg im Breisgauban, Göttingenben és Heidelbergben. A tanárai voltak a neokantiánus Wilhelm Windelband és a fenomenológus Edmund Husserl.
1913-ban megjelent az első filozófiai publikációja: „Die wissenschaftliche Idee, ein Entwurf über ihre Form“, egy tudományelméleti dolgozat. 1916-ban Erlangenben következett a disszertációja: „Krisis der transzendentalen Wahrheit im Anfang“, amiben Immanuel Kant filozófiával foglalkozik. 1920-ban írta a habilitációt a kölni egyetemen:„Untersuchung zu einer Kritik der philosophischen Urteilskraft“, egy tanulmány a filozófiai ítéleterő kritikájáról. 1923-ban a „Die Einheit der Sinne. Grundlinien einer Ästhesiologie des Geistes“ című művel egy további tematikus súlypont alakult ki. Egy évvel később szociálfilozófiai tanulmány jelent meg tőle, „Grenzen der Gemeinschaft. Eine Kritik des sozialen Radikalismus“ címen, amelynek jelentőségét jóval később ismerték fel. 1926-ban a Kölni Egyetem professzora lett, ahol a filozófus és szociológus Max Scheler is dolgozott. 1928-ban megjelent a főműve „Die Stufen des Organischen und der Mensch. Einleitung in die philosophische Anthropologie“, amelyben fokozatosan a világ szerkezetét és az abban levő ember pozícióját tárgyalja. 1931-ben kiegészítette ezt a művet a „Macht und menschliche Natur. Ein Versuch zur Anthropologie der geschichtlichen Weltansicht“című dolgozattal. Ez a cím azt jelenti, hogy „Hatalom és az emberi természet” és a dolgozat egy kísérlet a történelmi világnézet antropológiáról.
1933-ban, amikor a nemzetiszocialisták hatalomra jutottak, egy új törvény alapján elbocsátották a zsidó származása miatt. Először Isztambulba emigrált, onnan Frederik Buytendijk (Breda, 1887. április 29. - Nimwegen, 1974. október 21.) segítségével a holland Groningenbe menekült. Ott szociológiát tanított. Egy előadássorozat alapján írta 1935-ben a „Das Schicksal des deutschen Geistes im Ausgang seiner bürgerlichen Epoche“ című könyvet, ami csak 1959-ben lett híres, s más cím alatt. Amikor 1940-ben a németek megszálltak Hollandiát, illegalitásba vonult és tovább dolgozott. 1941-ben a „Lachen und Weinen. Eine Untersuchung der Grenzen menschlichen Verhaltens“ című művével tovább folytatta antropológiai gondolatainak kifejtését. A cím azt jelenti, hogy „Nevetés és sírás. Tanulmány az ember viselkedéseinek határairól”.

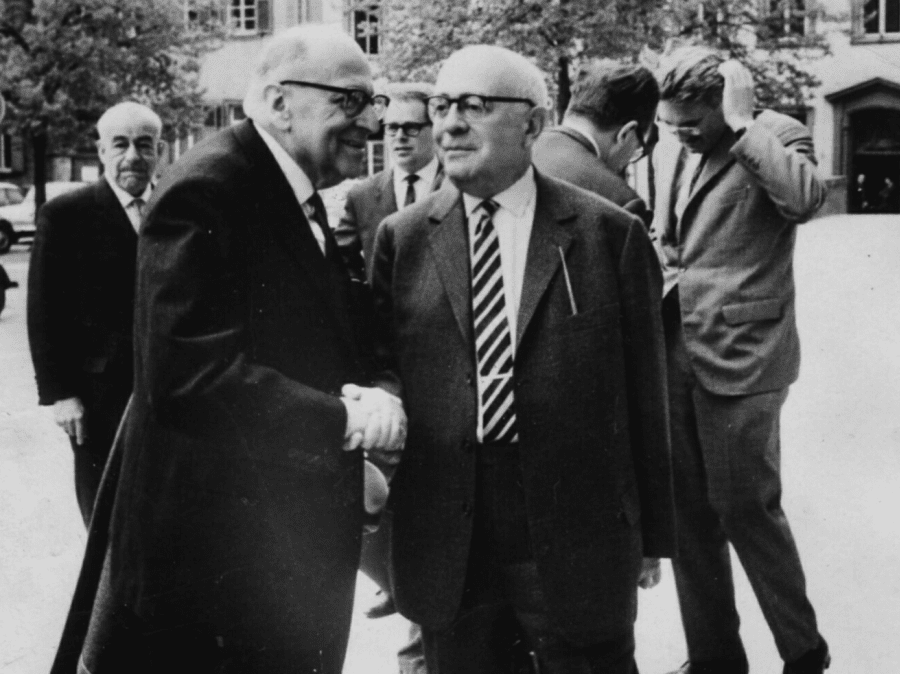
Horkheimer, Adorno (és Habermas a háttérben)

1946-ban megkapott egy professzori állást Groningenben. 1952 és 1961 a Göttingeni Georg August Egyetem professzora volt az újonnan alapított szociológiai intézetben. Időnként a híres frankfurti „Institut für Sozialforschung“ vezetője volt. A frankfurti iskolában töltött évek alatt, Max Horkheimer és Theodor W. Adorno társaságában aktív szerepet játszott. Később itt ismerkedett össze a feleségével, Monikával. 1960-tól 1961-ig a göttingeni egyetem rektora volt. Ekkoriban foglalkozott a Lebenswelt (életvilág) kutatásával az ipari munka és sport tekintetében.
Továbbá a New York-i New School of Social Research emeritusa volt és a zürichi egyetemen is tanított. 82. életévében még publikált. Főleg esszéket és cikkeket írt különböző filozófiai, társadalmi, esztétikai és biológiai témákról. 1985-ben Göttingenben hunyt el. A sírja a svájci Erlenbachban fekszik.
Jeles tanítványai voltak, például például Christian von Ferber és Christian Graf von Krockow.

## Filozófiája

### Antropológia
Max Schelerrel és Arnold Gehlennel együtt, Plessner volt a filozófiai antropológia fő képviselője. Ez az irányzat a 20. század első harmadában alakult ki. A fő kérdés az emberről és a helyéről a világban, történelemben és a természetben szólt. Az filozófiai antropológia más korabeli filozófiai tendenciákkal (fenomenológia és neokantianizmus) való vitákban alakult ki. Kapcsolatban állt a természettudományokkal is, főleg a biológiával.
Schelerrel ellentétben Plessner nem hitt egy időn túli ember lényében. Plessner hangsúlyozta az ember érthetetlenségét. A filozófia történetében egy bizonyos képesség alapján szokták meghatározni az ember lényét, például mint animal rationale, mint zoon politikon vagy a beszédképesség alapján.
Gehlenből viszont abban különbözik, hogy nem „hiány-lénykéntre” (németül Mängelwesen, latinul homo inermis) redukálta az embert. A hiány-lény kifejezés azt jelenti, hogy az ember egy olyan lény, amely születéskor még nincs „kész”. A biológiai hiányai és alkalmazkodási hiánya miatt szüksége van kultúrára, egy „második természetre”, hogy túl tudjon élni. Az ember lényege nem meghatározható, nincs azonossága. Neki mindig egy bizonyos helyet kell betöltenie. A természete alapján az ember a világra nyitott. Nekünk egy ösztönünk van, ami hajt bennünket tapasztalatot gyűjteni.
Plessner szerint a test és a szellem egy egység. Az ember a testiség által fizikálisan meghatározott. Lelkileg folyamatosan kapcsolatba kell kerülnie más emberekkel. Így folyamatosan kell biztosítani az ember azonosságát. Nem lehet a priori meghatározni, hogy egy ember például egy racionális lény. Mindig attól függ, hogy milyen egy egyén, hogy milyen helyet tölt be a világban.

#### Az excentrikus pozicionalitás
Plessner szisztematikusan feldolgozta az antropológiáját a "Die Stufen des Organischen und der Mensch" című könyvben. A műben az ember alapkategóriáját, az excentrikus pozicionalitást, magyarázza meg.
Az excentrikus pozicionalitás fogalomnak jelentése két kérdés segítségével ábrázolható:
1. Mi a különbség az élő és az élet nélküli fenomének között?
2. Hogyan vannak szervezve az élő fenomének?

Az első kérdésre a „határ” fogalom segítségével lehet válaszolni: a szervetlen testeknek nincs kapcsolata a környezetével, az élőlényeknek pedig van. Ezt a kapcsolatot a határ szabályozza. A növények és állatok úgynevezett „határvalósító” (grenzrealisierend) lények. Ez a kategorikus összehasonlítás növények, állatok és emberek között az elmélet magja. Az eredmény az, hogy az embernek különleges állapota („Sonderstellung”) van. Plessner nem korlátozódik csak biológiai sajátságokra mint a biologizmus. Egyszerre az idealizmussal ellentétben nem teljesen távolítja el az embert az állatvilágból. Így nincs átléphetetlen hasadás a szellemi és fizikai szféra közt.
A második választ a „pozíció” fogalom fejezi ki. Plessner három szerkezet formájába, illetve fokozatba oszt be minden élőformát. Növények, állatok és emberek a saját pozicionalitás szerint vannak megkülönböztetve. Az alacsonyabb fokon vannak a növények, amelyeknek nincsenek központi szervei. Az állatok a második fokon központilag szervezettek. Az ember viszont szerkezeti formája szerint „excentrikus”, mert mindenkor reflexív kapcsolatba tud lépni a saját életével. Míg az állat a közvetlen környezetéhez kötött, az ember mintegy ki tud lépni magából és a saját megfigyelője tud lenni. Azért excentrikus, mert úgyszólván kintről tudja magát tárggyá tenni. Ennek a kapcsolatnak magához egyik momentuma az öntudat, ami Plessner szerint nem egy szellemi fenomén, mint a filozófiai hagyomány szerint, hanem biológiai gyökere van. Az emberi szerkezet formáját dupla aspektusként elemezi: testünk van és egyszerre „has” (Leib) vagyunk.
Lázár Kovács Ákos szerint „Plessner nagy hatású belátása, hogy az ember saját életének szubjektuma és objektuma – úgyhogy önmagának egyszerre tárgya és ugyanakkor szubjektuma, ami a világban-benne-létünk filozófiai antropológiai megfelelője.”

#### Antropológiai törvények
Biológiai tényállás interpretációja alapján Plessner a társadalomtudomány alapzathoz jut. Az excentrikus pozicionalitás elemzéséről Plessner szerint (elsőként) három „antropológiai törvény” következik.
- A természetes mesterségességről szóló törvény[3]

Az állatok az ösztöneik szerint viselkednek, az embernek pedig nincs ilyen erős irányelve. Azért neki a biológiai szerkezete miatt szükséges a kultúra.
- A közvetve közvetlenségről szóló törvény[4]

Az embernek folyamatosan újra ki kell fejezni, hogy magát meg tudja találni.
- A utópisztikus álláspontról szóló törvény[5] Az ember olyan élőlény, amely mindig menedékre törekszik, de ez a vallások monopóliuma, ami azonban elérhetetlen. A létkérdés egy kontingens világgal szembesül.

A törvény fogalom azt jelenti, hogy az embernek a testi állapota miatt kell a világ felé nyitni és mesterségesen, történelmileg és társadalmilag kialakítani ezt a világot. Az embernek a világ külső, belső és közös világként tárul fel. Ennek a három szempontnak a három dimenzió kultúra, történelem és társadalom korrelatívan megfelel. Későbbi írásában egy negyedik törvényt mutat be: Az emberi kideríthetetlenségről szóló törvényt, ami a politikai dimenziót kitágítja. Ez azt jelenti, hogy az ember mindig más emberekkel társas viszonyban él. Ebből az következik, hogy van egy politikai kötelesség.
A gyakori szemrehányás, hogy az antropológiai gondolkodás túl történelmietlen, nem tartható. Plessner inkább azt hangsúlyozza, hogy az embernek a testi állapota miatt nyitottnak kell lennie arra, hogy alakítsa a világot történelmileg és társadalmilag.
A természettudományok és bölcsészettudományok elhatárolásához kapcsolt problémakör tekintetében Plessner arra mutat rá, hogy gyakran rosszul értjük az emberi alaphelyzet dupla aspektusát. (Doppelaspektivität). Ezzel azt mondja, hogy az embernek egyszerre test (van), azaz test (fizikai létezésként) és teste van, azaz testének tulajdonosa. Az ember tudja, hogy ő egyszerre szellemi és testi lény.
A test-lélek problémát magyarázza meg, ami már Descartes óta foglalkoztatja a nyugati gondolkodást. Az is kérdés, hogy a szellemiség vagy a test elsőrendű-e. A hagyományos gondolkodás abszolutizálja vagy az egyik, vagy a másik aspektust. Plessner szerint fontos, hogy mindkét oldal egymásra vonatkozik illetve összekapcsolódik.
A felosztás a természetre és a tudatra szétválasztja a természettudományokat és a bölcsészettudományokat meg irritálja az ember természetes teljes körű önképét. Plessner következetesen megtartja a dupla perspektíva összeillesztését. Filozófiájában mindig hangsúlyozza a belátást, az emberi tapasztalatot magáról és a világról paradox alapszerkezetben.

### Szociológiai írásai

#### Die Verspätete Nation
Plessner néhány jelentős társadalomfilozófiai és szellemtörténelmi tanulmány szerzője, amiből az 1934-ben létrejött és 1959 az alatt a cím alatt megjelent művének, „Die verspätete Nation“, a legnagyobb hatása lett. Az új cím azt jelenti, hogy „az elkésett nemzet”. Azzal azt fejezi ki, hogy más európai nemzet mint pl. a francia nemzet ellentétében, a német nemzeti állam csak később jött létre. Ebben a könyvben feldolgozza a német szellemtörténelmet a 16. századtól. Rá akart jönni, hogy a polgárság milyen okból támogatta Hitlert. Plessnernek az tűnt fel, hogy Nyugat-Európában már a 17. és 18. században megkezdődhetett a demokratizálódás, amikor a mostani Németország területén még a Német-római Birodalom létezett. A hiányzó demokratikus hagyomány megterhelte az országot a 20. századig. Ebből az következik, hogy a nemzeti állam még nem alapul egy olyan jelszón, mint a „Szabadság, egyenlőség, testvériség”, hanem a nemzetiség működik bázisként. A másik fontos különbség az, hogy egy személy tud franciának vagy angolnak lenni azzal, hogy átveszi az illető társadalom erkölcsét. Népi német azonban csak az lehet, aki születésével az lett. Egy további problémavonalat az evangélikus vallás kényszerű szerkezetében lát. Az egyén így nem tudja belevetni magát vagy alkotóan részt venni a vallási közösségben. Ehelyett egyre világiasabb lesz a vallás meg növekszik a törés a bensőség és a nyilvánosság között. A bensőségben megvalósul a személy. Ez a rész eltávolít a nyilvánosságról - illetve politikától. Azzal egyre gyengébb lesz a kapcsolat a felettes hatóság és az egyén között. Az emberek közömböseknek lesznek. Ez a német kultúrában tipikus belsőség politikátlan és bizonytalan magatartáshoz vezetett. Ezen az alapon el tudott terjedni a nemzetiszocialista népi ideológia.

#### Grenzen der Gemeinschaft
A turbulens weimari köztársaság idején Plessner az 1924-ben megjelent „Grenzen der Gemeinschaft“ című könyvvel ellenállt az akkor gyakori törekvéssel szemben, hogy az együttlét kizárólag „közösségileg” (gemeinschaftlich) legyen rendezve és ne „társaságilag” (gesellschaftlich). Ebbe az időbe esik a filozófiai antropológiájának keletkezése is. Első írása volt ebben a témában a „Die Einheit der Sinne“ (1923).
A megkülönböztetést a közösség és a társadalom között átvette Ferdinand Tönniestől. Egy közösség az ember békés egyesülése, például a kommunista és a nemzetiszocialista propagandában. Plessner szerint ez ábránd és csak rövid szakaszban lehetséges, mint 1914-ben a háború kitörése előtt. Aki azt előmozdítja, hogy hosszú időre legyen egy olyan állapot, az megerőszakolja az ember lelki életét. Az embernek mindig szükséges egy bizonyos távolság a többi embertől, hogy fejleszteni tudja a személyiségét. Magányosság és távolság alakítja a határt, amit társasági követeléseknek nem szabad átlépni. A nyilvánosság előtt az ember játszik egy szerepet, egy funkciót tart fenn. Ahhoz, hogy tudja teljesíteni azt, sematikus ábrák szerint viselkedik. Az ad neki biztonságot, hogy hivatal betöltőjeként vagy államférfiként nem kell kockára tennie a teljes személyiségét. A nyilvánosságban mindig álarcot hord az ember, ami mögött a lélek védi magát a megsértéstől. Tökéletes őszinteséget követelni embertelen, mert ez azt jelenti, hogy a teljes sérthetőség látható lesz, további azt, hogy kiszolgáltatja az egyéniséget és kockáztatja, hogy nevetségessé váljék. A nyilvánosságot a szeméremérzet határozza meg. Kerülni csak álarccal, páncéllal, játékkal, diplomáciával és tapintatos bánásmóddal lehet.

#### Das Lachen und Weinen
A „Das Lachen und Weinen. Eine Untersuchung der Grenzen menschlichen Verhaltens“ is a hollandiai száműzetésben írta. 1941-ben adták ki. Abban előterjeszti gondolatait a konkrét emberi viselkedés vizsgálatához. A testi reakciók lelki állapotok alapján történnek meg. Így magyarázza a kapcsolatot a test és a lélek között.

## Hatása
Saját korában a műve még nem volt kellően nagyra becsült. Plessner a száműzetés miatt nem tudott részt venni a tudományos vitákban. Csak néhány írását olvasták, zömében szakemberek. A főműve (Die Stufen des Organischen und der Mensch) sokáig Heidegger „Sein und Zeit“ című műve árnyékában tűnt fel. Ráadásul sokan azt hitték, hogy ez a mű egy plágium a Scheler „Die Stellung des Menschen im Kosmos“ c. könyv nyomán, amely 1927-ben jelent meg és Plessner fő gondolatait előre megmondta. Csak az 1990-es években, a „Helmuth Plessner Gesellschaft” alapítása óta, lett könyve a legintenzívebben keresett mű a filozófiai antropológiában.
Fő műve sokáig nem volt ismert. A filozófiai antropológiát a háború után elavultnak és polgárinak tekintették. Főleg a frankfurti iskola tagjai mintegy küzdöttek ellene. Csak amikor az összes műve megjelent 1981-1985 között, Plessnert jelentős filozófusként felfedezték újra. Azóta az ő kiindulási pontja a legtöbbek által megvitatottakhoz tartozik a filozófiai antropológiában. A kultúratudományos és szociális tanulmányait 1990 óta figyelembe veszik.
1999-ben megalapították a Helmuth-Plessner-Gesellschaftot Freiburgban. A hagyatékát Groningenben őrzik.

## Művei
- Die wissenschaftliche Idee, ein Entwurf über ihre Form (1913)
- Krisis der transzendentalen Wahrheit im Anfang (1918)
- Die Einheit der Sinne. Grundlinien einer Ästhesiologie des Geistes (1923)
- Grenzen der Gemeinschaft. Eine Kritik des sozialen Radikalismus (1924)
- Die Stufen des Organischen und der Mensch. Einleitung in die philosophische Anthropologie (1928)
- Macht und menschliche Natur. Ein Versuch zur Anthropologie der geschichtlichen Weltansicht (1931)
- Zur Anthropologie des Schauspielers (1948)
- Lachen und Weinen. Eine Untersuchung der Grenzen menschlichen Verhaltens (1941)
- Das Lächeln, in: Pro regno, pro sanctuario, Festschr. für G. van der Leeuw (1950)
- Die verspätete Nation. Über die politische Verführbarkeit bürgerlichen Geistes (1959, ursprünglich 1935)
- Die Frage nach der Conditio humana (1961)
- Die Emanzipation der Macht (1962)
- Anthropologie der Sinne (1970)

magyar fordítás:
Az érzékek antropológiája. Az esztétika vége – vagy se vége, se hossza? A modern esztétikai gondolkodás paradigmái, vál. Bacsó Béla, Budapest, Ikon Kiadó
- Mit anderen Augen. Aspekte einer philosophischen Anthropologie (1982)

## Fordítás
- Ez a szócikk részben vagy egészben a Helmuth Plessner című német Wikipédia-szócikk ezen változatának fordításán alapul.  Az eredeti cikk szerkesztőit annak laptörténete sorolja fel. Ez a jelzés csupán a megfogalmazás eredetét és a szerzői jogokat jelzi, nem szolgál a cikkben szereplő információk forrásmegjelöléseként.

### Képek
- Plessner arcképe. (Hozzáférés: 2009. január 19.)
- Fénykép Plessnerről. [2006. május 25-i dátummal az eredetiből archiválva]. (Hozzáférés: 2009. január 19.)